# Lucyna Hertz

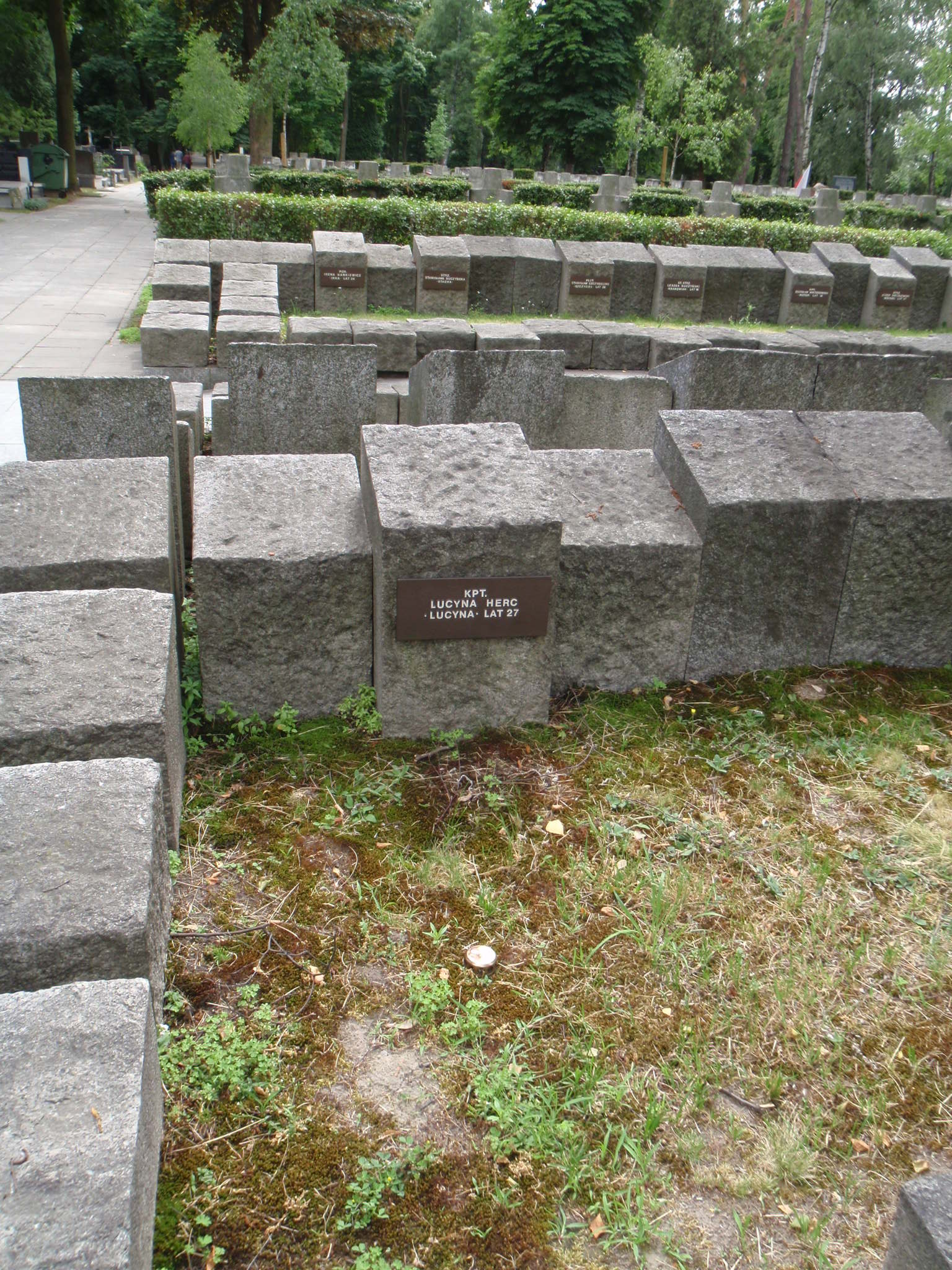
Grób Lucyny Herc na Cmentarzu Wojskowym na Powązkach w Warszawie

Lucyna Hertz właściwe imię Noemi (ur. 12 marca 1917 w Warszawie, zm. 22 października 1944 w Otwocku) – podporucznik ludowego Wojska Polskiego uczestniczka walk na przyczółku warecko-magnuszewskim i pod Warszawą, odznaczona Orderem Virtuti Militari i Krzyżem Walecznych.

## Życiorys
Lucyna Herc urodziła się w rodzinie żydowskiej jako córka Chaima Henryka,  inżyniera, który  wraz z innymi żydowskimi wspólnikami prowadził Warszawską Stolarnię Parową przy ul. Stawki 28. Piotra. W okresie komunistycznym niewygodne pochodzenie  żydowskie było przemilczane , imię ojca zmienione na Piotr a jego własność  zastąpiona na  warsztat rzemieślniczy w Otwocku) co błędnie opisała Michalska . W szkole średniej była członkinią tajnej organizacji młodzieży szkolnej „Pionier”. W Otwocku uczęszczała do prywatnego gimnazjum. W 1933 zdała maturę, a od 1935 rozpoczęła studia na Wydziale Matematyczno-Przyrodniczym Uniwersytetu Warszawskiego, tam wstąpiła do działającej w środowisku akademickim organizacji „Życie”. Od 1937 studiowała w Paryżu na Sorbonie na wydziale chemii. Uczestniczyła w organizowaniu pomocy materialnej dla republikańskich oddziałów w Hiszpanii. Do kraju przyjechała latem 1939 na wakacje i tu zastał ją wybuch wojny. Podczas Kampanii Wrześniowej, wraz z falą  uchodźców wyjechała do Lwowa, wstąpiła do Komsomołu i na Politechnice Lwowskiej kontynuowała studia, aktywnie zaangażowała się w działalność komitetu studenckiego.
W czerwcu 1941 opuściła zajęty przez ZSRR Lwów, ze względu na swoje żydowskie pochodzenie i pewną śmierć z rąk niemieckich oddziałów Einsatzgruppen  uciekła, wraz z falą uchodźców, na wschód ZSRR. Przez dwa lata przemieszczała się po terenie ZSRR utrzymując się z pracy w różnych zawodach, m.in. jako sanitariuszka, robotnica rolna, rybaczka oraz robotnica w przemyśle chemicznym. Pod koniec 1943 wstąpiła do formowanej 3 Pomorskiej Dywizji Piechoty im. Romualda Traugutta 1 Armii WP, w której początkowo pełniła w pułku funkcję instruktorki propagandy. Na własną prośbę została przeniesiona do Polskiego Samodzielnego Batalionu Specjalnego (szkolił żołnierzy, którzy jako dywersanci mieli być przerzucani na zaplecze sił niemieckich), w którym była instruktorką wyszkolenia minerskiego, a następnie skierowana na kurs dowódców oddziałów partyzanckich.
15 maja 1944 w stopniu podporucznika włączona do grupy spadochronowej i zrzucona na teren Lubelszczyzny, gdzie dołączyła do oddziału partyzanckiego majora Czesława Klima, działającego w lasach parczewskich. Po wyzwoleniu Lubelszczyzny spod okupacji hitlerowskiej została przeniesiona do służby w 9 pułku piechoty w którym została wyznaczona na stanowisko zastępcy dowódcy kompanii fizylierów do spraw polityczno-wychowawczych. Uczestniczyła w walkach na przyczółku pod Warką i Magnuszewem działając w patrolach zwiadowczych. Podczas próby sforsowania Wisły w Warszawie z Saskiej Kępy na Czerniaków 17 września 1944 została ciężko ranna w obie nogi. Przewieziona została do szpitala chirurgicznego nr 4 w Otwocku i poddana amputacji obu nóg. Zmarła 22 października 1944 i pochowana w kwaterze wojskowej na Cmentarzu Powązkowskim w Warszawie (kwatera B 6 rz. 7 m. 1).
Jej imię nadano kilku szkołom różnego typu, a także ulicom i placom – m.in. w Lublinie na granicy dzielnic Bronowice i Felin. W 2017 roku uchwałą Rady Miasta związaną ze wcześniejszą nowelizacją ustawy o zakazie propagowania komunizmu ulica Lucyny Herc (w takiej formie zapisywano nazwisko) została zmieniona – odcinek od ulicy Chemicznej do ulicy Wincentego Witosa nosi imię Anny Walentynowicz, a od ulicy Wincentego Witosa do Drogi Męczenników Majdanka imię Hanki Ordonówny.
Lucyna Hertz została pośmiertnie odznaczona Orderem Virtuti Militari i Krzyżem Walecznych oraz awansowana na stopień kapitana.